# Sudanski Arapi
Sudanski Arapi, velika grana Arapa naseljena u sjeveroistočnoj Africi, poglavito u sjevernom i središnjem Sudanu i susjednom Egiptu, te nešto i u Etiopiji, Libiji, Eritreji, i van Afrike u Saudijskoj Arabiji, Jemenu, Omanu, Kataru, Ujedinjenim Arapaskim Emiratima i Nizozemskoj. Svih skupa Sudanskih Arapa u svijetu ima između 13,000,000 i 19,000,000. Služe se posebnim sudanskim arapskim jezikom koji ima 5 dijalekata a po vjeri su muslimani. 
Sudanski Arapi porijeklom su od 'čistokrvnih' Beduina, nomada koji su u Afriku pristigli s Arapskog poluotoka i nastanili prvenstveno kartumsko područje, odakle se dalje šire po drugim državama donoseći sa sobom arapski jezik i kulturu. U doticaju s crnoputim Afrikancima Sudanski Arapi se žene i s pripadnicima raznih plemena od kojih nasljeđuju tamniju put i neke negroidne karakteristike. 
Većina Sudanskih Arapa živi u malenim ruralnim naseljima baveći se uzgojem povrća i pamuka, te drže i stoku, kako za prehranu tako i za trgovinu. Kod urbanog dijela populacije životni stil i tempo Sudanskih Arapa znatnije se razlikuje od onog ruralnog dijela, životni standard znatno im je viši, i mnogi su završili visoke škole, ili pak rade po naftnim poljima Saudijske Arabije. Ostatak dijela ovog naroda ipak je još do danas ostao živjeti starim nomadskim načinom života svojih predaka. Njihove nastambe su prenosivi šatori s kojima se sele s mjesta na mjesto, krećući se preko pustinje na svojim devama koje služe za transport, dok im ekonomija ovisi o uzgoju stoke i trgovini. 
Djeca predstavljaju sigurnost ostarjelim roditeljima, te ih se odgaja da poštuju starije, dok je tinejdžerima zabranjen kontakt sa suprotnim spolom do iza vjenčanja.
Sudanski Arapi identificiraju se islamskom vjerom kao glavnom kulturnom karakteristikom, kao i većina Arapa. Muškarci se okupljaju u lokalnim džamijama pet puta na dan za molitvu, dok se žene sastaju po kućama i imaju svoje vlastite vjerske službe koje predvode ženske religiozne vođe. Muškarac može imati do četiri žene

## Populacija
(2006; procjena)
- Sudan.......7,650,000
- Egipat......4,059,000
- Jemen.......394,000
- Libija........211,000
- Etiopija...   142,000
- Saudijska Arabija...119,000
- Eritreja...83,000
- Ujedinjeni Arapski Emirati...28,000
- Katar..........13,000
- Oman.......... 13,000
- Nizozemska......1,300
- Total: 11 država; 12,714,000